# 城ヶ山公園
城ヶ山公園（じょうがやまこうえん）は、富山県富山市八尾町城ヶ山にある公園。

## 概要
公園名である城ヶ山はかつて龍蟠（りゅうばん）山といい、それを諏訪左近という武将が城をかまえたことで、いつしか城ヶ山と呼ばれるようになったといわれている。
1897年（明治30年）頃から市民活動により多くの樹木が植栽され、古くから市民の憩いの場として利用されてきた。坂の街である八尾の街並みの南東に盛り上がった城ヶ山一帯が戦後に公園になっており、春には山全体がサクラ（ソメイヨシノ）に包まれる花見の名所となっていて、富山さくらの名所70選にも選定されている。また、秋には紅葉が山を彩る。
この他、『富山県ふるさとの眺め100選』にも選ばれており、公園内で最も標高が高い一番城ヶ山（標高202m）の天守閣をかたどった展望台から眼下には蔵造りの街並みを、遠方には立山連峰、富山平野、富山湾を360度のパノラマで見渡すことが出来る。
山頂付近には、様々な品種のサクラが植えられている他、城ヶ山のシンボルである一本のギョイコウなど様々な花を楽しむことができる。また、一番城ヶ山には秋葉神社が鎮座している。

## 沿革
- 1956年（昭和31年）10月15日 - 公共の公園として供用開始[1]。
- 1976年（昭和51年） - 都市公園に選定[5]。同年4月18日には運動広場（バレーボールコート2面、芝生広場合わせて約2,200m2）が開園した[6]。
- 1977年（昭和52年）4月21日 - 無火災祈願塔（高さ3.7m、幅36cmの御影石造り）が完成[7]。
- 1982年（昭和57年）8月14日 - 休憩所完成[8]。
- 1983年（昭和58年）11月10日 - フィールド・トレーニング場完成[8]。
- 1986年（昭和61年）11月21日 - 山荘風の管理棟が竣工[9]。
- 1994年（平成6年）度 - 『富山県ふるさとの眺め百選』に選ばれる[5]。

## アクセス
- 鉄道

越中八尾駅より徒歩30分
- 自動車

E8北陸自動車道・富山ICより車で20分